# Slavonice (stacja kolejowa)
Slavonice – stacja kolejowa w miejscowości Slavonice, w kraju południowoczeskim, w Czechach. Jest stacją końcową linii z Kosteleca u Jihlavy. Znajduje się na wysokości 520 m n.p.m..  
Na stacji nie ma możliwości zakupu biletów.

## Linie kolejowe
- 227 Kostelec u Jihlavy - Slavonice